# Андрусышин, Константин
Константин (Генри) Андрусышин (19 июня 1907, Виннипег, Манитоба — 13 мая 1983, Саскатун, Саскачеван) — канадский славист, языковед, литературовед, переводчик, общественный деятель. Доктор философии. Профессор Саскачеванского университета. Член Королевского общества Канады и Научного общества имени Тараса Шевченко.

## Биография
Родился в Виннипеге, в семье эмигрантов из Калушского повята. Посещал в Виннипеге частную украинскую начальную школу им. св. Николая (ныне — Школа Непорочного Сердца Марии), в 1920 году поступил в Школу Прованше (фр. L'École Provencher) в Сен-Бонифасе, которую окончил в 1924 году.
Изучал французскую и английскую литературу в университете Манитобы, где в 1929 году получил степень бакалавра, а в 1930 — магистра. С 1930 по 1931 год изучал французскую литературу в Сорбонне. Затем преподавал украинский язык и литературу в украинских школах и вечерних курсах в Виннипеге.
С 1936 по 1940 годы учился в университете Торонто, где в 1940 году защитил докторскую диссертацию.
С 1944 по 1945 годы обучался в Гарвардском университете.
С 1945 года возглавил кафедру украинского языка и литературы в Саскачеванском университете, а с 1950 по 1975 годы возглавлял в нём отделение славистики.
В 1964 году был избран членом Королевского общества Канады.
Награждён Медалью к Столетию Канады и Шевченковской медалью.

## Творческая деятельность
Перевёл на английский язык произведения И. Франко, В. Стефаника, М. Коцюбинского, М. Хвылевого.
Был автором большого числа статей и лексикографом «Большого украино-английского словаря» (1955 год); был составителем Антологии украинской поэзии, автором вступительной части и биографических справок о поэтах, автором ряда учебников. Написал вступление и примечания к книге «Поэтические произведения» Т. Шевченко (почти полного издания Кобзаря, изданном на английском языке в Торонто в 1964 году).
Был членом комитета по введению украинского языка в средние государственные школы провинции Саскачеван.